# Kodeks supraski
Kodeks supraski (łac. Codex Suprasliensis), właśc. Mineja čet'ia, na mart – pochodzący z początku XI w. rękopis spisany w języku staro-cerkiewno-słowiańskim na pergaminie; zbiór żywotów świętych i nauk Ojców Kościoła. Kodeks o wymiarach 33×25 cm, został napisany ręką Retko na stronach w 30 wierszach jednej kolumny cyrylicą i bez zdobień.

## Opis
Wartość kodeksu wynika przede wszystkim z faktu, że jest to jedyny na świecie tak obszerny zabytek wczesnego piśmiennictwa słowiańskiego, stanowiący podstawę do badań nad historią i rozwojem języków Słowiańszczyzny.
Manuskrypt został napisany na wyprawionych owczych skórach, najprawdopodobniej na początku XI wieku na Bałkanach. Prawdopodobnie w drugiej połowie XVI wieku trafił do Monasteru Zwiastowania Najświętszej Marii Panny w Supraślu. 
Codex Suprasliensis odkrył polski profesor z Wilna, ksiądz Michał Bobrowski, w bibliotece Monasteru Zwiastowania Najświętszej Marii Panny w Supraślu latem roku 1823. Manuskrypt to jedna z 12 miesięcznych części (marcowa) Minei (Minei Czetii).
Kodeks po wywiezieniu z Supraśla został rozdzielony. Jedna z części, na prośbę słoweńskiego slawisty prof. Jerneja Kopitara, została wysłana jemu do badań. Po śmierci Kopitara 118 kart Kodeksu nie wróciło do Polski, lecz zostały one przekazane do Biblioteki Uniwersytetu w Lublanie w Słowenii, gdzie są przechowywane do dziś. Pozostałe części księgi posiadali kolejno ksiądz Michał Bobrowski (od 1823), Władysław Trębicki (od 1847) oraz Tomasz Franciszek Zamoyski (od 1869). Polska część kodeksu, wywieziona do Niemiec w latach wojny, odnalazła się w 1962 roku w Stanach Zjednoczonych. W lipcu 1968 wróciła do Polski na statku „Batory”. W 1856 roku 16 kart Kodeksu zostało zakupionych przez rosyjskiego historyka Afanasija Byczkowa; na początku XX wieku znalazły się one w Cesarskiej Bibliotece Publicznej, która obecnie nosi nazwę Rosyjskiej Biblioteki Narodowej w Petersburgu.
Współcześnie Kodeks jest podzielony na trzy części: 151 kart znajduje się w zbiorach Biblioteki Narodowej w Warszawie w kolekcji Biblioteki Ordynacji Zamojskiej (sygn. BN BOZ 201), 118 kart w Bibliotece Uniwersyteckiej w Lublanie (Cod. Kop. 2), a 16 kart w Rosyjskiej Bibliotece Narodowej w Petersburgu (Q. perg.I.72.). W 2007 Kodeks został wpisany na listę Pamięci Świata UNESCO.
W roku 2023 wydano przekład kodeksu na język polski (dwa wydania o łącznym nakładzie 1000 egzemplarzy, ).
W 2023 roku kodeks upamiętniono trzema pomnikami: w Supraślu, we wsi Wólka Wygonowska skąd pochodzi ks. Bobrowski oraz w Białymstoku. 